# Natação no Campeonato Europeu de Esportes Aquáticos de 2018 - 4x200 m livre misto
A prova do revezamento 4x200 metros livre misto da natação no Campeonato Europeu de Esportes Aquáticos de 2018 ocorreu no dia 4 de agosto no Tollcross International Swimming Centre, em Glasgow no Reino Unido. 

## Calendário
| Fase          | Data        | Hora  |
| ------------- | ----------- | ----- |
| Eliminatórias | 4 de agosto | 10:30 |
| Final         | 4 de agosto | 18:28 |

Todos os horários estão no horário local (UTC+0)

## Medalhistas
| Ouro | Prata | Bronze |
| Alemanha · Jacob Heidtmann · Henning Mühlleitner · Reva Foos · Annika Bruhn · Marius Zobel* · Isabel Marie Gose* | Rússia · Mikhail Vekovishchev · Mikhail Dovgalyuk · Valeriya Salamatina · Viktoriya Andreyeva · Martin Malyutin* · Viacheslav Andrusenko* · Irina Krivonogova* · Anastasia Guzhenkova* | Reino Unido · Stephen Milne · Craig McLean · Kathryn Greenslade · Freya Anderson · Cameron Kurle* · Holly Hibbott* |

*Atletas que competiram apenas nas baterias e receberam medalhas

## Resultados

### Eliminatórias
Esses foram os resultados das eliminatórias. 
| Pos. | Bateria | Raia | Nacionalidade | Nadadores | Tempo   | Notas |
| ---- | ------- | ---- | ------------- | --- | ------- | ----- |
| 1    | 1       | 7    | Rússia        | Martin Malyutin (1:47.46) Viacheslav Andrusenko (1:47.58) Irina Krivonogova (1:59.13) Anastasia Guzhenkova (1:58.99) | 7:33.16 | Q     |
| 2    | 1       | 5    | Reino Unido   | Cameron Kurle (1:49.05) Craig McLean (1:48.50) Kathryn Greenslade (1:57.26) Holly Hibbott (1:59.68)                  | 7:34.49 | Q     |
| 3    | 2       | 6    | Alemanha      | Jacob Heidtmann (1:46.81) Marius Zobel (1:49.46) Reva Foos (1:58.48) Isabel Marie Gose (2:00.41)                     | 7:35.16 | Q     |
| 4    | 2       | 7    | Itália        | Alessio Proietti Colonna (1:48.09) Matteo Ciampi (1:47.92) Stefania Pirozzi (2:02.03) Margherita Panziera (1:59.46)  | 7:37.50 | Q     |
| 5    | 1       | 2    | Países Baixos | Dion Dreesens (1:49.57) Maarten Brzoskowski (1:49.09) Marjolein Delno (2:01.29) Robin Neumann (1:59.35)              | 7:39.30 | Q     |
| 6    | 1       | 3    | Israel        | Daniel Namir (1:49.58) Denis Loktev (1:49.33) Anastasia Gorbenko (2:03.04) Andrea Murez (2:00.37)                    | 7:42.32 | Q     |
| 7    | 2       | 5    | Hungria       | Balázs Holló (1:50.19) Benjámin Grátz (1:49.85) Zsuzsanna Jakabos (2:01.68) Evelyn Verrasztó (2:02.74)               | 7:44.46 | Q     |
| 8    | 1       | 4    | Eslováquia    | Adam Halas (1:57.53) Richard Nagy (1:51.94) Nikoleta Trníková (2:11.95) Laura Benková (2:03.16)                      | 8:04.58 | Q     |
| 9    | 2       | 4    | San Marino    | Cristian Santi (1:58.98) Gianluca Pasolini (2:01.25) Elisa Bernardi (2:10.29) Arianna Valloni (2:10.79)              | 8:21.31 |       |
| —    | 2       | 2    | Suécia        | DNS | DNS     | DNS   |
| —    | 2       | 3    | Estónia       | DNS | DNS     | DNS   |

### Final
Esse foi o resultado da final. 
| Pos.              | Raia | Nacionalidade | Nadadores | Tempo   | Notas                 |
| ----------------- | ---- | ------------- | --- | ------- | --------------------- |
| Medalha de ouro   | 3    | Alemanha      | Jacob Heidtmann (1:46.52) Henning Mühlleitner (1:47.32) Reva Foos (1:58.25) Annika Bruhn (1:56.34)                     | 7:28.43 | Recorde do campeonato |
| Medalha de prata  | 4    | Rússia        | Mikhail Vekovishchev (1:47.10) Mikhail Dovgalyuk (1:47.37) Valeriya Salamatina (1:56.18) Viktoriya Andreyeva (1:58.72) | 7:29.37 |                       |
| Medalha de bronze | 5    | Reino Unido   | Stephen Milne (1:47.77) Craig McLean (1:48.34) Kathryn Greenslade (1:57.81) Freya Anderson (1:55.80)                   | 7:29.72 |                       |
| 4                 | 1    | Hungria       | Kristóf Milák (1:48.04) Nándor Németh (1:46.90) Katinka Hosszú (1:57.31) Zsuzsanna Jakabos (1:58.94)                   | 7:31.19 |                       |
| 5                 | 6    | Itália        | Filippo Megli (1:47.48) Alessio Proietti Colonna (1:48.37) Federica Pellegrini (1:56.76) Margherita Panziera (1:59.76) | 7:32.37 |                       |
| 6                 | 2    | Países Baixos | Kyle Stolk (1:48.64) Stan Pijnenburg (1:47.79) Femke Heemskerk (1:56.13) Robin Neumann (1:59.83)                       | 7:32.39 |                       |
| 7                 | 7    | Israel        | Denis Loktev (1:47.87) Daniel Namir (1:48.71) Anastasia Gorbenko (2:02.47) Andrea Murez (2:01.02)                      | 7:40.07 |                       |
| 8                 | 8    | Eslováquia    | Richard Nagy (1:52.65) Adam Halas (1:56.77) Nikoleta Trníková (2:10.24) Laura Benková (2:03.84)                        | 8:03.50 |                       |

Legenda
| Recorde mundial       | Recorde mundial (World record)               |                       | Recorde africano                      | Recorde africano (African) |                                           | Q | Classificado por posição (Qualified) |
| Recorde do campeonato | Recorde do campeonato (Championship record)  | Recorde da América    | Recorde da América (Americas)         | q                          | Classificado por melhor tempo (Qualified) |   |                                      |
| Melhor marca do ano   | Melhor marca do ano (World leading)          | Recorde asiático      | Recorde asiático (Asian)              | DNS                        | Não largou (Did not start)                |   |                                      |
| Recorde nacional      | Recorde nacional (National record)           | Recorde europeu       | Recorde europeu (European)            | DNF                        | Não terminou (Did not finish)             |   |                                      |
| Recorde pessoal       | Recorde pessoal do atleta (Personal best)    | Recorde da Oceania    | Recorde da Oceania (Oceania)          | DSQ / DQ                   | Desclassificado (Disqualified)            |   |                                      |
| Recorde da temporada  | Recorde da temporada do atleta (Season best) | Recorde sul-americano | Recorde sul-americano (South America) | NM                         | Sem marca (No mark)                       |   |                                      |